# Lanî, Pustomîtî
Lanî (în ucraineană Лани) este un sat în comuna Humeneț din raionul Pustomîtî, regiunea Liov, Ucraina.

## Demografie
Componența lingvistică a localității Lanî
     Ucraineană (95,93%)
     Alte limbi (0,4%)
Conform recensământului din 2001, majoritatea populației localității Lanî era vorbitoare de ucraineană (95,93%), existând în minoritate și vorbitori de polonă (3,67%).